# Wiener Schnitzel
Il Wiener Schnitzel o cotoletta alla viennese è una specialità della cucina viennese, consistente in una fetta di vitello resa sottile mediante battitura, impanata e fritta nello strutto.
La forma tradizionale viene servita con insalata di lattuga e insalata di patate. Pratica comune è anche aggiungere al piatto una fetta di limone, che viene spremuta dal commensale sull'impanatura. Ne è diffusa anche una versione fatta con carne di maiale anziché di vitello il cui nome corretto è Schnitzel Wiener Art (in Germania) oppure Wiener Schnitzel vom Schwein (in Austria); molto comune in Austria anche il Surschnitzel, versione con carne di maiale affumicata (kaiserfleisch), spesso servita con una confettura di mirtillo rosso come accompagnamento.

## Origini
Il Wiener Schnitzel è al centro di una disputa accademica fra la cucina austriaca, che appunto lo considera viennese, e la cucina italiana, secondo la quale sarebbe solo una versione della Cotoletta alla milanese, portata in patria da Josef Radetzky quando ritornò dalla sua lunga residenza nel Lombardo-Veneto.
In realtà, secondo una ricerca cronologica delle pubblicazioni di gastronomia compiuta dal ricercatore storico Angelo Forgione, la prima ricetta di costoletta impanata e fritta non compare né a Milano né a Vienna, bensì a Napoli.
È Vincenzo Corrado a descriverne per primo la preparazione nel 1773, nella ricetta delle "Coste di Vitello imboracciate", inserita nel suo trattato di cucina napoletana Il cuoco galante. 58 anni dopo, nel 1831, fu pubblicata la prima ricetta della Wiener Schnitzel von Kalbfleisch nel ricettario tedesco Allerneuestem allgemeinen Kochbuch di Maria Anna Neudeckers, e solo nel 1855 la ricetta della “cotoletta alla milanese” nel ricettario Gastronomia moderna (1855) di Giuseppe Sorbiatti.
Tale ricostruzione è stata confermata dallo storico della gastronomia Marino Marini nella puntata dedicata alle Cinque giornate di Milano del programma televisivo di approfondimento Una giornata particolare (La7) del 16 ottobre 2024.
I cucinieri napoletani, a contatto con i monzù francesi alla corte di Napoli, elaborarono a propria maniera le côtelettes (costolette), delle costolette ricoperte di una panatura complicata e cotte in forno. La modifica partenopea consistette nel friggerle nello strutto invece di cuocerle in forno. 
Secondo alcuni storici, la prima indicazione della cotoletta nella cucina milanese risalirebbe al piatto di lombolos cum panitio contenuto nell'elenco delle portate del pranzo dei canonici di Sant'Ambrogio durante le festività solenni nel dodicesimo secolo, descrizione riportata da Pietro Verri:
(P. Verri, Storia di Milano, cap. VI)
Tale origine, ad ogni modo, non è attendibile, e perciò neanche unanimemente accettata: ad esempio, secondo lo studioso di cucina lombarda Pierangelo Frigerio la locuzione "cum panitio" potrebbe alludere a un contorno piuttosto che a un'impanatura, per il quale con il termine "panitio" potrebbe indicarsi una polenta di panìco, menzionata in un altro documento duecentesco di Varese.